# NGC 2118
NGC 2118 (również ESO 57-SC39) – gromada otwarta, znajdująca się w gwiazdozbiorze Złotej Ryby. Należy do Wielkiego Obłoku Magellana. Odkrył ją James Dunlop 25 września 1826 roku.